# Friedrich Nachtsheim

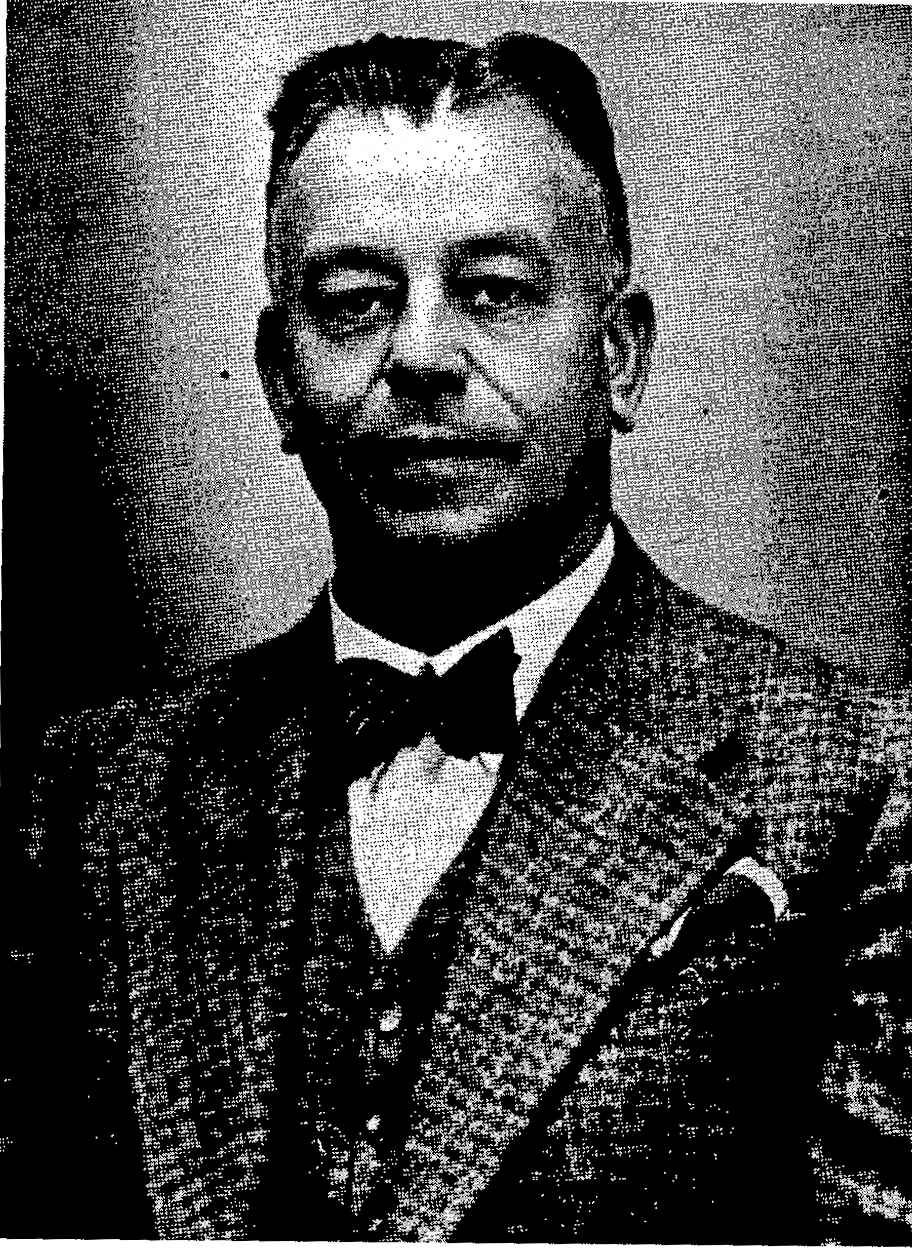
Friedrich Nachtsheim

Friedrich „Fritz“ Nachtsheim (* 1888 in Andernach; † 1965) war von 1923 bis 1933 Bürgermeister der Stadt Werl.

## Leben
Friedrich Nachtsheim, der in Erlangen studiert und promoviert hatte, entstammte einer Andernacher Familie. Sein Urgroßvater war dort zu napoleonischer Zeit bereits Bürgermeister. Er war nach eigenem Bekunden in Bergisch Gladbach juristischer Hilfsarbeiter bei der Stadtverwaltung. Am 6. September 1922 wählten ihn die Stadtverordneten mit 14 zu 6 Stimmen zum Bürgermeister; sein Gegenkandidat hieß Krampe. Zuvor waren insgesamt 63 Bewerbungen für das Bürgermeisteramt eingegangen. Bei seiner Amtseinführung am 12. Mai 1923 legte ihm der Landrat Thilo von Werthern-Michels „die Sorge um die Kleinrentner, die Sozialrentner und die Schichten des schwer ringenden Mittelstandes“ ans Herz. Nachtheims Amtsführung war von ständigen Reibereien mit den Stadtparlamentariern geprägt.
Nachtsheim wurde nach der Machtergreifung durch die NSDAP durch den Regierungspräsidenten seines Amtes enthoben. Seine „Beurlaubung“ verfügte der Arnsberger Regierungspräsident am 28. März 1933 auf Druck der Kreis- und Gauleitung der NSDAP. In Werl ansässige SA-Mitglieder überfielen ihn in seiner Wohnung und verletzten ihn am 6. Juli 1933 schwer. Nachtsheim soll sich mit Waffengewalt gewehrt haben und wurde in Schutzhaft genommen. Sein Nachfolger im Amt war Richard Klewer. Er wurde im Frühjahr 1934 mit dem fadenscheinigen Argument der dauernden Dienstunfähigkeit pensioniert.
Der Rat der Stadt eröffnete gegen Nachtsheim ein Dienststrafverfahren, nach dem sich die Pensionierungsansprüche richten sollten. Der Ausgang ist ebenso wie sein weiteres Leben nicht belegt.
Er war Mitglied der katholischen Studentenverbindungen KDStV Markomannia Würzburg und KDStV Ripuaria Bonn.